# Cartiê Bressão

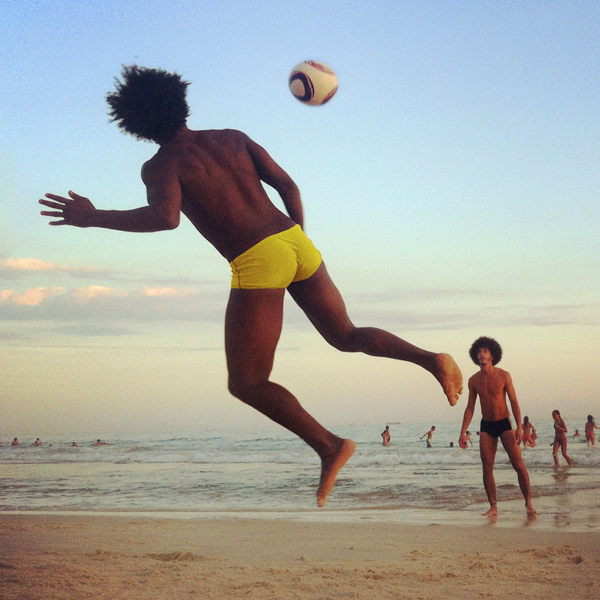
"un jeu de petite haute" – Praia do Leblon (Pedro Garcia de Moura / Cartiê Bressão)

Cartiê Bressão é um personagem criado pelo fotógrafo brasileiro Pedro Garcia de Moura, que retrata através da fotografia de rua as situações do cotidiano brasileiro, principalmente da cidade do Rio de Janeiro, com legendas bem humoradas que misturam francês e português. Todas as fotos são tiradas com a câmera do aparelho celular do autor.

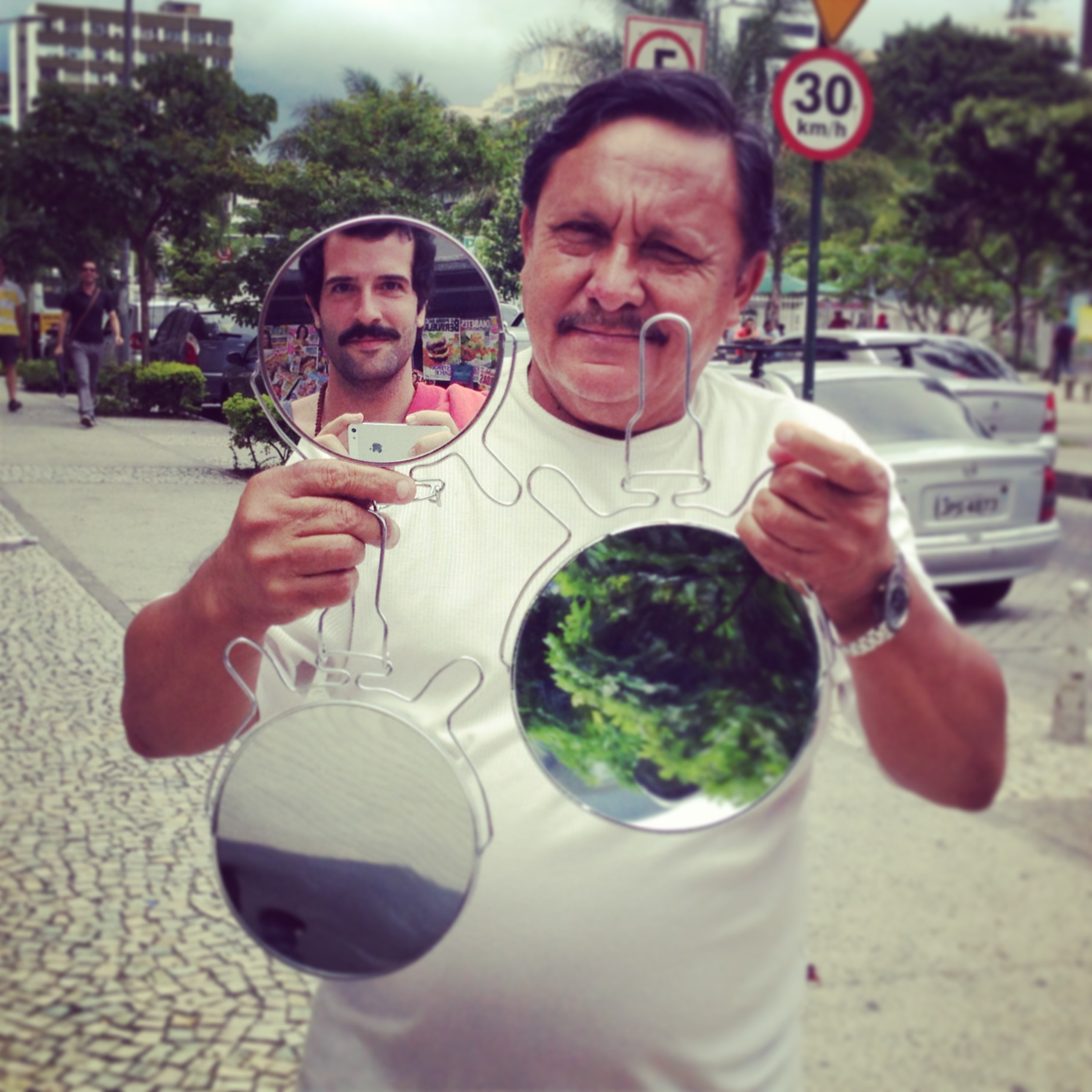
"une selfie" – Botafogo (Pedro Garcia de Moura / Cartiê Bressão)

## Origem
A ideia começou em 2012, quando Pedro se fantasiou de Jorge Tadeu (o fotógrafo interpretado por Fábio Junior na novela Pedra Sobre Pedra) num bloco do carnaval de rua do Rio de Janeiro, após passar uma temporada morando fora da cidade. O nome "Cartiê Bressão" é uma homenagem antropofágica ao pioneiro da fotografia de rua, o francês Henri Cartier-Bresson.
Pedro juntou as fotos de seu Instagram numa página do Tumblr e logo depois teve a ideia de colocar as legendas em francês. A partir daí o número de acessos tomou grandes proporções, com convites para exposições, livros e entrevistas em rede nacional como "Programa do Jô", "Sem Frescura" de Paulo César Pereio e de canais internacionais como o canal Finlandês YLE.

## Livros publicados
A pedido dos fãs, junto com a editora Versal, Pedro organizou em 2013 uma campanha de financiamento coletivo para publicação do primeiro livro "Liberté, Egalité Et Brasilité", com 60 fotos. Em 2016, participou do livro "O Rio Encontra o Mar" de Maria Lago, junto com outros 10 fotógrafos cariocas.

## Exposições
Em 2015 foi convidado para fazer uma exposição em homenagem aos 450 anos do Rio de Janeiro no Palácio do Planato, em Brasília. Durante as Olimpíadas de 2016 no Rio de Janeiro, Pedro ocupou a área de embarque e desembarque dos passageiros no Aeroporto Internacional Tom Jobim, com suas fotos expostas nos vidros do aeroporto.
Em 2017, foi um dos 5 fotógrafos convidados pelo Instituto Inhotim, para o primeiro e-book lançado pelo Instituto no dia internacional da fotografia, intitulado "Singular: Cinco olhares sobre Inhotim" e participou da Exposição "Yes Nós Temos Bikini", no Centro Cultural Banco do Brasil (Rio de Janeiro), à convite da jornalista Lilian Pacce.

## Leitura Adicional
- O Flâneur e as Ruas: Fotógrafos e seus dispositivos na captura do acaso por Luis Fernando Frandoloso, Curitiba: Appris Editora, 2017. ISBN 978-85-473-0227-6